# Hibiscadelphus crucibracteatus
Hibiscadelphus crucibracteatus är en malvaväxtart som beskrevs av R.W. Hobdy. Hibiscadelphus crucibracteatus ingår i släktet Hibiscadelphus och familjen malvaväxter. IUCN kategoriserar arten globalt som utdöd. Inga underarter finns listade i Catalogue of Life.